# 王三餘
王三餘（1550年—1594年），字效勤，又字勤甫，别號成所，直隸真定府晉州安平縣人，軍籍，明朝政治人物。

## 生平
九歲喪父，十四歲補諸生，隆慶四年（1570年）庚午科順天鄉試第十九名舉人，萬曆二年（1574年）中式甲戌科會試第三百名，三甲第一百二十一名進士。授河南蘭陽縣知縣，四年調興化縣，八年六月选授礼科给事中，十年三月升兵科右给事中，十一年二月升兵科左给事中，十三年七月与礼部主事孙成名担任山东乡试同考官，九月升礼科都给事中，十五年去职。十八年起升太常寺少卿，以养亲告病归里。丁母憂，以哀戚之過，遂病嘔血，逾年亦卒，享年四十五。

## 家族
曾祖王讓；祖父王質；父王遜，葉縣訓導。母李氏。慈侍下。兄王三格、王三壽。子循則早亡，以兄之子循绳、循式为後。從兄王三槐（同科舉人、貢士）。